# اچ‌ام‌اس رستلر (۱۹۱۸)
اچ‌ام‌اس رستلر (۱۹۱۸) (به انگلیسی: HMS Wrestler (1918)) یک کشتی بود که طول آن ۳۰۰ فوت (۹۱ متر) بود. این کشتی در سال ۱۹۱۸ ساخته شد.